# Automatic Man
Automatic Man è stato un gruppo musicale rock progressivo statunitense influenzato dal funky e da Carlos Santana.

## Storia
Il gruppo venne formato alla fine del 1975 dal chitarrista Pat Thrall, il batterista Michael Shrieve, il tastierista Todd Cochrane (noto anche come Bayete) ed il bassista Doni Harvey. Nonostante un promettente album omonimo realizzato nel 1976 con la produzione di Keith Harwood (e l'ausilio del gruppo stesso), la formazione non si dimostrò coesa e si sciolse nel 1978 dopo avere inciso un secondo disco, Visitor.

## Formazione
- Pat Thrall - chitarra, voce
- Todd Cochrane - tastiera, voce
- Doni Harvey - basso
- Michael Shrieve - batteria

## Discografia
- Automatic Man (1976)
- Visitors (1977)